# Гай Цецина Ларг (легат)
Гай Цецина Ларг (на гръцки: Καικινα Λαργου; на латински: Gaius Caecina Largus) е римски управител на провинция Тракия (legatus Augusti pro praetore Thraciae) по времето на август Септимий Север в периода 198 – 201 г. Произхожда от знатния римски род Цецинии.
Участва в издаване на монетни емисии чрез градовете Пауталия (дн. Кюстендил), Сердика (дн. София) и вероятно Перинт (дн. Мармара Ерейли). Участва в посрещането на императорското семейство в Тракия при връщането му от Персия в Рим през 198 г. чрез пътни колони с градската управа на Сердика от с. Опицвет, на Филипопол (дн. Пловдив) от с. Певците и на Августа Траяна (дн. Стара Загора) от пътна станция Карасура (дн. с.Рупките). Познат е още от надпис на статуя на Септимий Север, която издигнал в Емпориум Дискодуратера (дн. с. Гостилица), и от надпис от военния лагер Германея (дн. гр. Сапарева баня).